# Ↄ
Ↄ (wielka litera: Ↄ, mała litera: ↄ, łac. Antisigma) – litera opracowana, wraz z Ⅎ i Ⱶ, przez Klaudiusza w ramach propagowanej przez niego reformy alfabetu łacińskiego, używana tylko za jego panowania.

## Znaczenie
Litera miała oznaczać dźwięk zapisywany dotąd dwuznakiem bs lub ps.

## Kodowanie komputerowe
Kodowanie w unikodzie:
| Znak | Unikod | Nazwa unikodowa                    |
| ---- | ------ | ---------------------------------- |
| Ↄ    | U+2183 | ROMAN NUMERAL REVERSED ONE HUNDRED |
| ↄ    | U+2184 | LATIN SMALL LETTER REVERSED C      |